# Constitución de Suecia
La Constitución de Suecia se compone de cuatro leyes fundamentales (en sueco: grundlagar):
- El Instrumento de Gobierno (1974) (en sueco: Regeringsformen)
- La Ley de Sucesión (1810) (en sueco: Successionsordningen)
- La Ley de Libertad de prensa (1949) (en sueco: Tryckfrihetsförordningen)
- La Ley de libertad de expresión (1991) (en sueco: Yttrandefrihetsgrundlagen)

Hay también una ley sobre el Parlamento con un estatuto especial, pero que no se califica como una "ley fundamental", aunque ciertas partes del mismo son más difíciles de cambiar que las leyes ordinarias:
- La Ley del Riksdag (1974) (en sueco:Riksdagsordningen)

Para modificar o hacer una revisión de una ley fundamental, el Parlamento tiene que aprobar los cambios dos veces en dos legislaturas consecutivas, con una elección general que se celebre en el medio. El cambio puede ser rechazado por el pueblo en la votación, pero no formalmente aprobado por el voto popular coincidiendo con una elección general, aunque esta opción no ha sido nunca utilizada. Si la gente no descarta un cambio, todavía tiene que ser ratificado por el Riksdag recién elegido.

## El Instrumento de Gobierno
La más importante de las "leyes fundamentales" es el Instrumento de Gobierno. En él se exponen los principios básicos para la vida política en Suecia y define los derechos y libertades.
La Ley del Instrumento de Gobierno de 1974 otorga la facultad de encargar al Presidente del Riksdag la propuesta de un primer ministro al Parlamento (en sueco:Riksdag). El primer ministro de Suecia nombra a los miembros del Gabinete, incluidas los jefes de los ministerios, por un total de aproximadamente 22 miembros. El Consejo de Ministros decide colectivamente en los asuntos del gobierno después del informe del jefe del ministerio en cuestión. Al menos cinco miembros del gabinete deben estar presentes en la decisión. En la práctica, los informes se escriben, y las discusiones se dan con poca frecuencia durante las reuniones formales del Consejo de Ministros.
Las funciones constitucionales del jefe de Estado, es decir, el Rey de Suecia, incluyen: marcar la línea del Consejo de Estado de Suecia (el Rey, más el Gabinete), encabezar el Consejo de Asuntos Exteriores de Suecia, el reconocimiento de los nuevos gabinetes (en el Consejo de Estado), y la apertura en el Parlamento del período de sesiones anual. El Rey debe estar continuamente informado sobre las cuestiones gubernamentales en el Consejo de Estado o directamente por el primer ministro.
El primer instrumento constitucional del Gobierno fue promulgado en 1719, marcando la transición de la autocracia al parlamentarismo. La revolución incruenta de Suecia de 1772 legitimó al Parlamento en las nuevas versiones del Instrumento de Gobierno (en 1772 y 1789), por lo que el Rey pasa a ser un autócrata "constitucional". Cuando Suecia se dividió en 1809, y el Gran Ducado de Finlandia se creó como una parte autónoma del Imperio Ruso, esta autocracia "constitucional" se mantuvo en vigor hasta la independencia de Finlandia en 1917.
En Suecia, la pérdida de casi la mitad del reino llevó a otra revolución sin sangre, una nueva dinastía real, y un nuevo Instrumento de Gobierno aprobado en el 6 de junio de 1809 (así como una nueva Ley de Libertad de prensa y Ley de Sucesión), en las que el Rey todavía jugaba un papel central en el gobierno, sin embargo ya no era independiente del Consejo Privado. El rey era libre para elegir consejeros, pero fue obligado a decidir en los asuntos gubernamentales sólo en presencia del Consejo Privado, o un subconjunto de los mismos, y después de un informe de la responsable de la materia en cuestión. El consejero tenía que refrendar una decisión real, a menos que fuera inconstitucional, por la que ganó fuerza legal. El consejero era legalmente responsable de su consejo y se veía obligado a señalar su desacuerdo en caso de que no estará de acuerdo con la decisión del Rey. De jure la Constitución establece un poder considerable sobre el Rey, un poder cada vez mayor para seguir las líneas marcadas por los Consejeros, y, a partir de 1917, de respetar los principios del parlamentarismo eligiendo consejeros que poseyeran el apoyo directo o indirecto de la mayoría del Parlamento.
Después de más de 50 años de parlamentarismo de facto, fue redactado el Instrumento de Gobierno de 1974 que, aunque técnicamente establece la monarquía constitucional, finalmente abolió el Consejo Privado.

## Ley de Sucesión
El conflicto abierto en Suecia en torno a la sucesión al trono en 1544 dio sentido a la primera ley de carácter constitucional de Suecia, en forma de un tratado entre la dinastía real y el reino representado por los cuatro estamentos.
En consecuencia, la actual Ley de Sucesión de 1810 (en sueco: Successionsordningen, SO) es un tratado entre el Riksdag y la Casa de Bernadotte que establece la reglamentación del derecho de acceder al trono sueco. En 1980, el viejo principio de "primogenitura agnaticia", lo que significa que el trono fue heredado por el hijo varón de más edad del monarca anterior, fue sustituido por el principio de "primogenitura igualitaria". Esto significaba que el trono será heredado por el hijo mayor, independientemente del sexo. De esta manera la princesa Victoria de Suecia, la hija mayor del rey Carlos XVI Gustavo de Suecia, es heredera al trono sueco antes que su hermano menor, hasta entonces el príncipe heredero Carlos Felipe de Suecia.

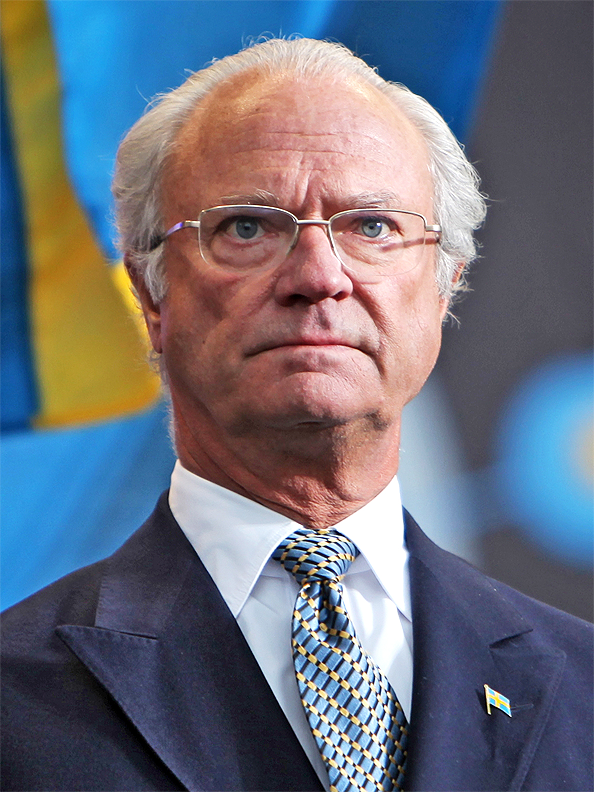
Carlos XVI Gustavo es el jefe de Estado y el rey de Suecia desde 1973.

## Libertad de prensa y expresión
La ley sueca define estos dos actos por separado como libertad de prensa y otras formas de expresión pública. Están separados en dos leyes principalmente para mantener la tradición de la primera ley de libertad de prensa de 1766.
La ley de libertad de prensa (en sueco: Tryckfrihetsförordningen, TF) en realidad ha sido cambiada varias veces desde su primera encarnación: en 1772, 1810, 1812, 1949 y 1982. No fue, sin embargo, hasta la ley de 1810 que lo que generalmente llamamos hoy la libertad de expresión quedó garantizada. La Ley de 1766, por ejemplo, establecía que la libertad de expresión debía estar garantizada, a excepción de "violaciones", entre las que incluía la blasfemia y la crítica al Estado.
La Ley Fundamental de Libertad de Expresión (en sueco:Yttrandefrihetsgrundlagen, YGL) de 1991 es un documento más largo ya que se encarga de definir la libertad de expresión en todos los medios, a excepción de los libros y revistas (como la televisión, Internet, radio, etc)

### Acceso público a documentos oficiales
En el siglo XVIII, después de más de 40 años de experiencia con el parlamentarismo, el acceso público a los documentos del gobierno fue uno de los principales problemas con la ley de libertad de prensa de 1766. Aunque la novedad fue puesta fuera de servicio entre 1772-1809, desde entonces ha permanecido como un elemento esencial en la mentalidad sueca, considerada como un medio contundente contra la corrupción y el tratamiento desigual de los poderes gubernamentales a los ciudadanos, aumentando la legitimidad percibida del gobierno y los políticos. El principio de publicidad (en sueco: Offentlighetsprincipen), ya que el conjunto de reglas se conocen públicamente, establece que toda la información y los documentos creados o recibidos por una institución pública (gobierno local o central, y todos los establecimientos públicos en funcionamiento) debe estar disponible para todos los miembros del pueblo. También establece que todas las instituciones públicas deben hacer todo lo posible para dar a alguien el acceso a cualquier información que él o ella desee tan pronto como sea posible. Las únicas excepciones a esta regla son los regulados en la ley de Publicidad y la Ley de Secretos Oficiales de 2009, detallando lo que las agencias gubernamentales pueden mantener en secreto , qué tipo de documento, en qué circunstancias, y hacia quién. De acuerdo con el Capítulo Segundo, artículo 2, en la Ley de libertad de prensa (parte de la Constitución de Suecia): 
"El derecho de acceso a los documentos oficiales sólo puede limitarse si la restricción es necesaria teniendo en cuenta:
- La seguridad del Reino o de sus relaciones con un Estado extranjero o una organización internacional;
- La política central de finanzas, la política monetaria o la política cambiaria del Reino;
- La inspección, control u otras actividades de supervisión de una autoridad pública;
- El interés de prevención o de persecución de la delincuencia;
- El interés público económico;
- La protección de la integridad personal o las condiciones económicas de los sujetos privados;
- La conservación de especies animales o vegetales."

Esta lista es exhaustiva y el Parlamento no puede legislar sobre las restricciones al margen de esta lista, y cualquier restricción tiene que ser recogida en la Ley de Publicidad y la Ley de Secretos Oficiales que se ha mencionado anteriormente. El secreto está limitado a un tiempo máximo de 70 años.

## Iglesia Luterana de Suecia
En 1593, después de 70 años de Reforma luterana y la Contrarreforma católica, en Suecia, la adhesión a la confesión de Augsburgo se decidió y consagró con rango constitucional en el Sínodo de Uppsala (en sueco:Uppsala möte). Las referencias al Sínodo de Uppsala desde entonces se han tratado en las leyes fundamentales, en particular la Ley de Sucesión.
En 1999, la iglesia fue separada del Estado y se convirtió en una organización independiente, pero el cuerpo gobernante de la iglesia sigue siendo decidida por votación del público (entre los miembros de la iglesia), y se compone principalmente de los partidos políticos. Como resultado de esta separación, las personas nacidas en Suecia, si sus padres son miembros de la Iglesia de Suecia desde 1999, ya no se convierten de la iglesia de forma automática al nacer.

## Enlaces
- Portal:Suecia. Contenido relacionado con Suecia.
- Instrumento de Gobierno (1974) - Wikisource (en sueco)
- Documentos históricos suecos - Wikisource (en inglés)
- La Constitución de Suecia - Riksdag

- Datos: Q1503325